# Martin Marietta
Martin Marietta Corporation er et amerikansk firma, som blev grundlagt i 1961 gennem fusionen af Glenn L. Martin Company og American-Marietta Corporation. Det sammensluttede firma blev en stor aktør indenfor en lang række af kompositmaterialer, cement, sand, sten, kemikalier, luftfart, rumfart og elektronik. Firmaets rødder går tilbage til firmaet Superior Stone i 1939, der lavede forskelige kompositmaterialer af sand og sten. Firmaet er vokset større gennem tiderne ved forskellige opkøb og fusioner med forskellige virksomheder.
Martin Marietta Materials blev indlemmet i Martin Marietta Corporation i 1993 og året efter opkøbte de flere stenbrud og blev børsnoteret på New York Stock Exchange. I 1995 blev de fusioneret med Lockheed Corporation og derved dannes Lockheed Martin. Allerede året efter blev Martin Marietta Materials udskillt som et separat firma.

## Eksterne links
- Wikimedia Commons har flere filer relateret til Martin Marietta

| Firma | Spire Denne artikel om et firma eller en virksomhed i USA er en spire som bør udbygges. Du er velkommen til at hjælpe Wikipedia ved at udvide den. |